# Valle de Guadalupe (Baja California)

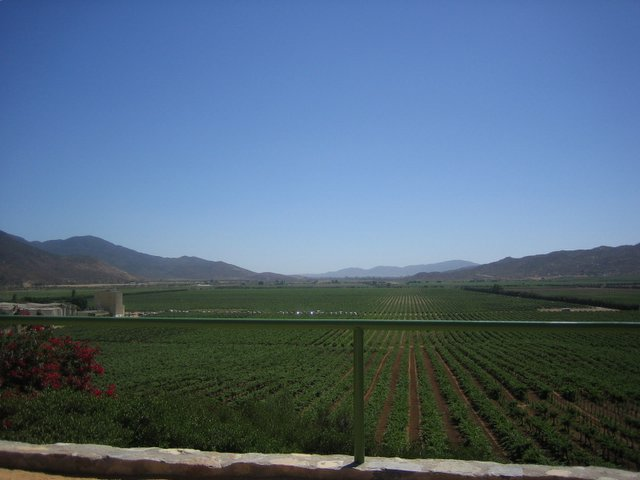
Valle de Guadalupe, desde la terraza de la vinícola en LA Cetto.

El Valle de Guadalupe es una región vitivinícola localizada en el municipio de Ensenada, Baja California, México y está conformado por las delegaciones municipales de Francisco Zarco, San Antonio de Las Minas y El Porvenir.
El Valle de Guadalupe es uno de los valles que comprenden la Ruta del Vino, ruta que abarca el Valle de San Antonio y los valles de Ojos Negros, Santo Tomás, San Vicente, La Grulla, Tanamá, Las Palmas y San Valentín en la Antigua Ruta del Vino.
Establecido gracias a la misión que los dominicos establecieran en una de sus mesetas la Misión de Nuestra Señora de Guadalupe del Norte, misma que indígenas nativos destruyeran hacia 1840.
Abarca varias comunidades como Ejido El Porvenir, Francisco Zarco y San Antonio de Las Minas. A principios del siglo XX, (1900/1910) el presidente Porfirio Díaz acordó una concesión con algunas familias rusas provenientes de Estados Unidos, por 50 años, para ocupar lo que hoy es Francisco Zarco, más en 1958 aproximadamente, tras el asalto a las tierras por mexicanos provenientes de Mexicali en su mayoría, se recuperó "Francisco Zarco".
El Valle de Guadalupe equivale en extensión a dos tercios de Napa Valley y las condiciones climáticas son muy similares a las del suroeste francés.
Alrededor de 800 mil a 1 millón de personas visitan la Ruta del Vino cada año, y sólo en la Fiesta de la Vendimia el Valle acoge 30 mil personas.
En el valle se producen aproximadamente 2 millones de cajas de vino anualmente y fue el segundo mejor destino para los mexicanos en 2016 según la SECTUR. Además es reconocido gastronómicamente por ser una de las principales localidades con el estilo culinario Baja Med y se posiciona como uno de los destinos turísticos más importante en gastronomía en el país.

## Localización
Se encuentra a 37 kilómetros de la ciudad de Ensenada, al interior de la península de Baja California. El Valle es en una extensión de zona rocosa-montañosa de 66.353 mil hectáreas sobre los márgenes del Arroyo Guadalupe con una elevación sobre el nivel del mar de 1100 pies (335 m). Tiene un micro-clima mediterráneo que es propicio para las actividades vitivinícolas.

## Historia
Las más recientes investigaciones arqueológicas arrojan que hay una ocupación poblacional de 7,000 a 10,000 años detrás, dentro de la denominada cultura San Dieguito. La región ha sido habitada por los Kumiai quienes lo denominaban Ojá Cuñurr(Piedra pintada)
En 1834, la orden dominica fundó en una de sus mesetas la misión de Nuestra Señora de Guadalupe del Norte. Los frailes conducidos desde la Ciudad de México por Fray Félix Caballero, aprovechando las características de la tierra y del clima, iniciaron el cultivo de la vid, el albaricoque, la pera y el olivo. El valle contaba entonces con aproximadamente 400 habitantes nativos. En 1840 la misión fue destruida por un grupo de kumiais liderados por Jatñil.
Entre 1905 y 1907, un aproximado de 300 personas aglutinadas en alrededor de 40 familias rusas practicantes del culto religioso que previamente se habían establecido en Los Ángeles, California, a donde llegaron casi en su mayoría desde el distrito de Kars (hoy en Turquía), al sur del Cáucaso, en busca poder de oportunidades económicas y de libertad religiosa.
Las familias molokanas formaron la "Empresa Rusa Colonizadora de la Baja California" representada por Basiley G. Pivavaroff, Basiley Tomalsoff y Simeón Babichoff.
Los rusos obtuvieron 5 600 hectáreas de terreno de una concesión de la "Compañía Morris Flower" que en un inicio fue un área rentada y finalmente comprada con un lapso de 10 años para cubrir el pago total. Poco tiempo después de su asentamiento, renta y compra de terrenos, establecieron relaciones con algunos comerciantes de Ensenada para negociar semillas, animales y herramientas.
Los inmigrantes rusos en Guadalupe empezaron a cosechar trigo, cebada y verduras que comercializaban en sus carretas con Ensenada y San Diego, y aunque la religión de los rusos, Molokán, no les permitía el consumo de tabaco ni de bebidas alcohólicas, hacia mediados de la década de 1920 se involucraron en el cultivo de la vid con el que elaboraban vino, originalmente en convenio con Bodegas de Santo Tomás.
Gracias a su religión que indicaba que no podían alimentarse con carne de cerdo, peces sin escamas y donde el pacifismo y tolerancia eran sus máximos valores, pudieron convivir en paz con sus vecinos, que incluían al grupo indígena de los kumiay que habitaban a los alrededores en San José de La Zorra.
Por su procedencia, muchos de los inmigrantes rusos hablaban ruso, español, turco e inglés, y por factores genéticos, no era raro encontrar a octogenarios dedicados a las faenas de los campos, e incluso ancianos que rebasaban los 100 años de edad, pero con el tiempo, la colonia rusa tuvo que enfrentar grandes problemas principalmente por las leyes y políticas agrarias del país y el proceso natural de modernización que se desarrollaba en los pueblos vecinos.
Durante el periodo del presidente Lázaro Cárdenas, se creó el ejido Francisco Zarco que afectó gravemente a las tierras de los colonos rusos y a partir de 1957 durante la gobernatura de Braulio Maldonado Sández, muchos de los rusos dejaron el Valle de Guadalupe para dirigirse a Estados Unidos. Además, los jóvenes rusos empezaron a olvidar sus costumbres, religión, idioma y cambiaron su actividad comercial que solía ser el arado y vitivinicultura para mercadear en Ensenada. Como consecuencia, las bases del molokanismo fueron desapareciendo.
Actualmente todavía viven 18 familias descendientes de los inmigrantes originales en el valle, pero la mayoría se mezcló con la población ensenadense, mientras que en el panteón de la antigua colonia rusa, se pueden observar lápidas con escrituras cirílicas que representan la cultura rusa que floreció en la región.

## Viñedos y Casas Vinícolas

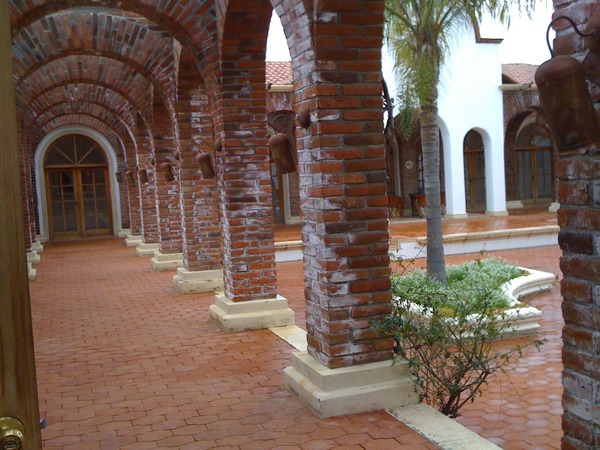
Adobe Guadalupe, vinícola en Valle de Guadalupe.

Algunas casas vinícolas y viñedos que se encuentran en el Valle de Guadalupe son: 
Vinos y Viñedos Actuales, El Cielo, Vinos Fuentes, Casa Pedro Domecq, Casa Magoni, Vinos Xecue, Castillo Ferrer, Adobe Guadalupe, Casa de Piedra, Corona del Valle, Pernord Ricard, L.A. Cetto, Monte Xanic, Viña de Liceaga, Bodegas y Viñedos Las Nubes, Chateau Camou, Vinisterra, Emeve, Hacienda La Lomita, Vinos Bibayoff, Clos de Tres Cantos, Casa de Doña Lupe, Roganto, Vinos Barón Balché, Vinos Shimul, Cava Maciel, Torres Alegre y Familia, Hacienda Guadalupe, Diosa Vid, Sol de Media Noche, Cava Don Raúl, Rondo del Valle, Viñas de la Erre, Legado Sais, Cava Zaragoza, Bodega Pie Franco, Tres Valles, Encuentro Guadalupe, Casa Luna, entre otros.

## Economía
En el Valle de Guadalupe se produce alrededor del 90 % de vinos de todo México. Su zona comprende 10 000 hectáreas de cultivo, con un aproximado de 72 vinícolas en sus distintos valles.
Las empresas que trabajan en el Valle son por el 77 % pequeñas y medias empresas (PyMes) y tienen una producción anual menor de 50.000 mil cajas de vino y generan un aproximado de 1500 empleos temporales en la temporada de la vendimia, o bien, de la cosecha. El 23 % restante, son grandes empresas, con un total de 1000 trabajadores o más durante el periodo de la pizca, y con una producción anual mayor de 50.000 cajas de vino.
En el mercado nacional se venden 12.7 millones de botellas, mientras en el mercado internacional 780 mil. Esto genera una derrama económica de 42 millones de dólares y se aportan 11 millones de dólares en impuestos directos (IEPS e IVA). Cabe destacar que las casas productoras de vino de la región han recibido más de 300 premios internacionales.

## Clima
Su clima es mediterráneo, un poco más extremoso debido a su lejanía de la costa (25 kilómetros), Tiene veranos muy calurosos y secos, sin lluvias pero con brisa en las noches provenientes de la costa, inviernos suaves y ligeramente fríos, húmedos, la época de lluvias es entre noviembre y marzo. Por lo general en el año las temperaturas son estables, sin embargo en episodios de "condición santana" cuando la dirección de los vientos cambia del continente hacia el mar, las temperaturas pueden elevarse muy por encima de lo normal cualquiera que sea la época del año. Este fenómeno afecta por lo general al norte de Baja California y sur de California, y por lo general tiene una duración de 2 a 4 días. Las temperaturas récord van desde los 49 °C (junio de 1974) hasta -6C (febrero de 1987), con un régimen de lluvias entre 250 y 300mm anuales.
| Parámetros climáticos promedio de Valle de Guadalupe | Parámetros climáticos promedio de Valle de Guadalupe | Parámetros climáticos promedio de Valle de Guadalupe | Parámetros climáticos promedio de Valle de Guadalupe | Parámetros climáticos promedio de Valle de Guadalupe | Parámetros climáticos promedio de Valle de Guadalupe | Parámetros climáticos promedio de Valle de Guadalupe | Parámetros climáticos promedio de Valle de Guadalupe | Parámetros climáticos promedio de Valle de Guadalupe | Parámetros climáticos promedio de Valle de Guadalupe | Parámetros climáticos promedio de Valle de Guadalupe | Parámetros climáticos promedio de Valle de Guadalupe | Parámetros climáticos promedio de Valle de Guadalupe | Parámetros climáticos promedio de Valle de Guadalupe |
| Mes                                                  | Ene.                                                 | Feb.                                                 | Mar.                                                 | Abr.                                                 | May.                                                 | Jun.                                                 | Jul.                                                 | Ago.                                                 | Sep.                                                 | Oct.                                                 | Nov.                                                 | Dic.                                                 | Anual                                                |
| ---------------------------------------------------- | ---------------------------------------------------- | ---------------------------------------------------- | ---------------------------------------------------- | ---------------------------------------------------- | ---------------------------------------------------- | ---------------------------------------------------- | ---------------------------------------------------- | ---------------------------------------------------- | ---------------------------------------------------- | ---------------------------------------------------- | ---------------------------------------------------- | ---------------------------------------------------- | ---------------------------------------------------- |
| Temp. máx. abs. (°C)                                 | 32                                                   | 33.5                                                 | 37.5                                                 | 40                                                   | 46                                                   | 49                                                   | 46.5                                                 | 44.5                                                 | 44.5                                                 | 43                                                   | 37                                                   | 34                                                   | 49                                                   |
| Temp. máx. media (°C)                                | 19.3                                                 | 20.3                                                 | 20.4                                                 | 23.2                                                 | 25.5                                                 | 29.0                                                 | 33.1                                                 | 33.5                                                 | 31.3                                                 | 27.5                                                 | 23.4                                                 | 19.5                                                 | 22.9                                                 |
| Temp. mín. media (°C)                                | 5.5                                                  | 6.1                                                  | 6.9                                                  | 8.5                                                  | 10.7                                                 | 13.1                                                 | 16.1                                                 | 17.0                                                 | 15.6                                                 | 11.6                                                 | 7.7                                                  | 5.2                                                  | 10.33                                                |
| Temp. mín. abs. (°C)                                 | -5                                                   | -6                                                   | -.5                                                  | 2.5                                                  | 5                                                    | 6                                                    | 6.5                                                  | 9.5                                                  | 7.5                                                  | .5                                                   | -1                                                   | -4                                                   | -6                                                   |
| Precipitación total (mm)                             | 56                                                   | 61                                                   | 60                                                   | 17                                                   | 4                                                    | 3                                                    | 2                                                    | 7                                                    | 7                                                    | 13                                                   | 25                                                   | 36                                                   | 292                                                  |
| [cita requerida]                                     |                                                      |                                                      |                                                      |                                                      |                                                      |                                                      |                                                      |                                                      |                                                      |                                                      |                                                      |                                                      |                                                      |

## Flora
Existe sobre todo vid, olivo, encino, nopal, huistaca, pino, cedro, matorrales con espinas y rosales, entre otros.

## Fauna
Conejo, liebre, lagartijas, correcaminos, 
gato montes, coyote, venado, zorrillo, diversos tipos de aves residentes y migratorias